# Lakitu
Lakitu (ジュゲム, Jugemu ) is een schildpad op een wolk die vaak voorkomt in de Mario spellen van Nintendo en is verder herkenbaar aan zijn bril en het feit dat hij met projectielen gooit. Hij was al in Super Mario Bros. aanwezig. Zijn wolk wordt ook nog Jugem's cloud genoemd, naar zijn Japanse naam. Vanaf zijn wolk gooit hij met stekelige ballen of Spiny's naar Mario. Hij is te verslaan door erop te springen, maar keert altijd na enige tijd weer terug. Mario kan soms zelf ook gebruik maken van de wolk. In Super Mario Bros. 3 kan hij de wolk op de kaart gebruiken om levels over te slaan door er als het ware overheen te vliegen. In Super Mario World kan Mario in een level zelf met Lakitu's wolk vliegen. In latere games verschanst Lakitu zich ook op andere plekken om projectielen te gooien.
Lakitu voert ook andere taken uit zoals die van cameraman in Super Mario 64 (DS). De speler komt hier echter pas achter als men in een grote spiegel kijkt in het kasteel, dan is zichtbaar dat Lakitu de camera beet houdt die ervoor zorgt dat de speler Mario kan zien. Ook is hij bij het beginnen van een nieuw spel te zien in het allereerste filmpje. Hier vliegt hij een paar keer langs. Hij zit dan op een wolk met een soort vishengel-camera. Ook zwaait Lakitu regelmatig met een finish vlag in de Mario Kart spellen. Hij tilt je ook weer op de baan als je hier vanaf bent gereden. In Mario Kart 7 wordt het als eerst een speelbaar personage. Ook in New Super Mario Bros. Wii speelt hij een rol. In Mario & Sonic op de Olympische Winterspelen komt Lakitu voor in de Avonturen-mode. In het spel is hij geen vijand van Mario. Hij heeft in IJspiek een missie en in Blizland. Deze missies zijn bestemd voor Daisy. Als je de missies hebt gehaald, en je komt weer bij Lakitu, mag je zelf kiezen wie je speelt. Lakitu is scheidsrechter in Mario Superstar Baseball en Mario Super Sluggers.